# Alexander Slobodyanik
Oleksandr Oleksàndrovitx Slobodiànik, ucraïnès: Олекса́ндр Олекса́ндрович Слободя́ник, fou un pianista clàssic estatunidenc d'origen ucraïnès.

## Biografia
En els seus estudis pianístics al Conservatori de Moscou, va tenir com a professora principal Vera Gornostàieva, la qual el portà a guanyar diversos premis de piano de gran fama. Després va gaudir d'una prodigiosa carrera internacional que abastà més de cinc dècades. Va fer la seva primera gira als Estats Units el 1968, que incloïa un recital al Carnegie Hall, que va ser molt elogiat per la crítica i el va reconèixer com a líder de la seva generació. Després del seu debut americà, Slobodyanik va tornar regularment per fer gires pels Estats Units i Canadà fins al 1979, quan es va trencar l'acord cultural entre els Estats Units i la Unió Soviètica.
Després d'una absència de nou anys a l'escenari concertista nord-americà, la seva gira de concerts pels Estats Units el 1988 va ser aclamat pel Chicago Tribune com un "retorn triomfal". Slobodyanik va aparèixer als principals centres musicals del món i va actuar amb orquestres tan reconegudes com la Chicago Symphony, Cleveland Orchestra, Kirov Orchestra, Leipzig Gewandhaus Orchestra, Los Angeles Philharmonic, Philadelphia Orchestra, London Symphony Orchestra, Montreal Symphony Orchestra, National Symphony Orchestra, Nova York Filharmònica, Orchestre National de France, Simfonia de Pittsburgh, Royal Philharmonic, San Francisco Symphony, St. Petersburg Philharmonic i els solistes de Moscou.
Slobodyanik va viure l'última part de la seva vida a Morristown, Nova Jersey. Slobodyanik, amb la seva energia i entusiasme, i l'ajut de voluntaris, va contribuir a transformar el teatre comunitari, un vell cinema en ruïnes, en un centre de representació de primer ordre. Slobodyanik va morir el 10 d'agost de 2008 a causa d'una meningitis.